# ساوث توسان
توسان جنوبی (به انگلیسی: South Tucson) شهری در شهرستان پیما ایالت آریزونا است که در سرشماری سال ۲۰۱۰ میلادی، ۵٬۶۵۲ نفر جمعیت داشته‌است. توسان جنوبی، به‌طور رسمی در تاریخ ۱۹۴۰ میلادی به‌عنوان یک شهر شناخته شد.